# Aculichneumon longicauda
Aculichneumon longicauda là một loài tò vò trong họ Ichneumonidae.